# Riudoms
Riudoms település Spanyolországban, Tarragona tartományban. Riudoms Vila-seca, L'Aleixar, Reus, Cambrils, Vinyols i els Arcs, Montbrió del Camp, Botarell, Les Borges del Camp és Maspujols községekkel határos. Lakosainak száma 6905 fő (2024).

## Népesség
A település népessége az elmúlt években az alábbi módon változott:
| Lakosok száma | 983  | 3449 | 3571 | 3651 | 4763 | 5573 | 6436 | 6546 | 6594 | 6905 |
|               | 1717 | 1887 | 1936 | 1960 | 1986 | 2004 | 2009 | 2014 | 2019 | 2024 |